# Atletico Roma Football Club 2010-2011
Questa voce raccoglie le informazioni riguardanti l'Atletico Roma Football Club nelle competizioni ufficiali della stagione 2010-2011.

## Stagione

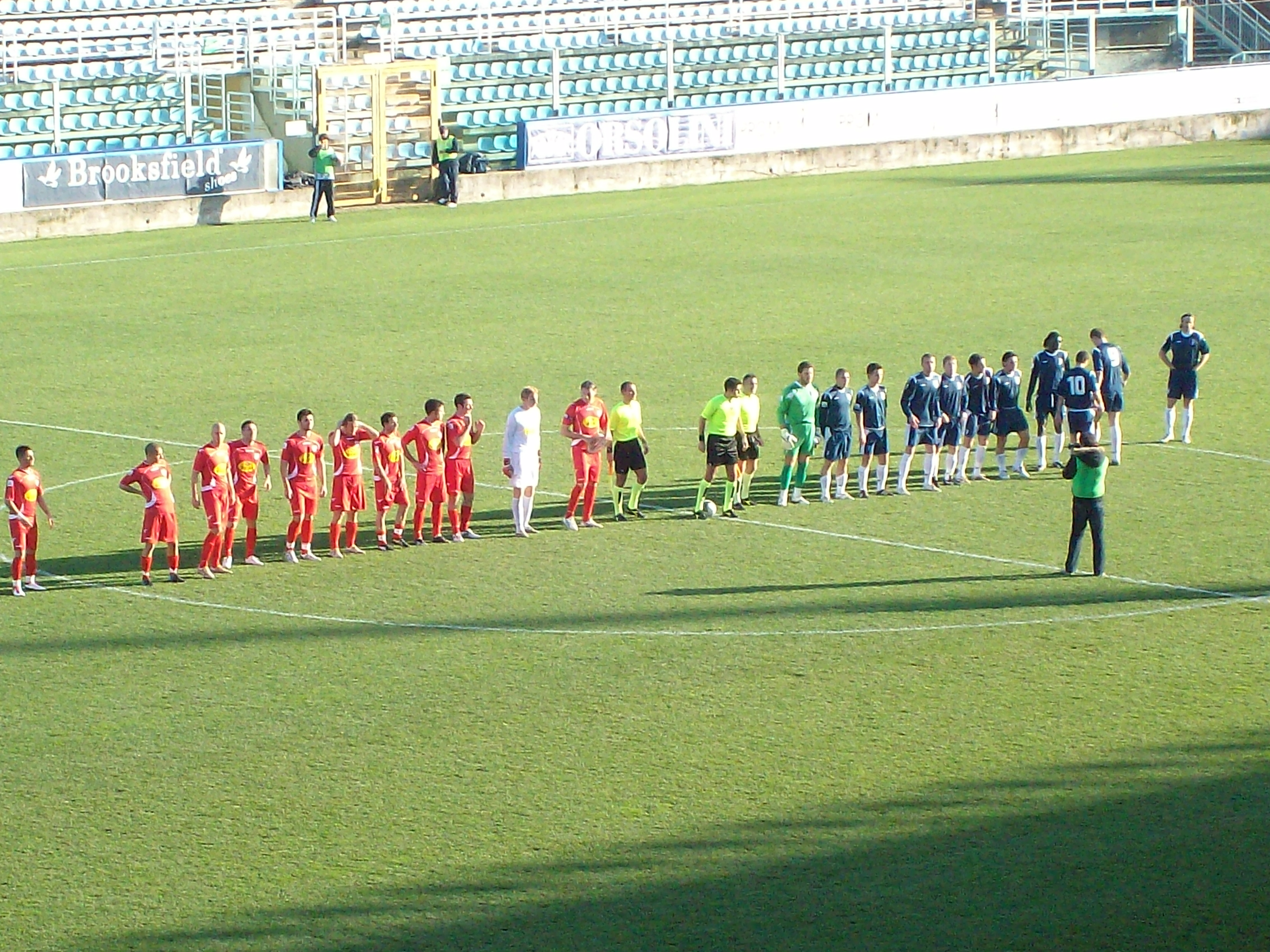
L'Atletico Roma, a destra, nella sfida contro il.

Dopo la campagna acquisti, culminata con gli arrivi di Daniele Franceschini, Roberto Baronio e Mauro Esposito, l'Atletico Roma ha inanellato una serie di sette risultati utili consecutivi in campionato (sei vittorie e un pareggio), senza subire alcuna rete. Quest'avanzata si è interrotta, però, con la vittoria della Nocerina allo stadio Flaminio per tre a due. Da questo momento, l'Atletico ha accusato maggiori difficoltà, mancando la vittoria davanti ai propri tifosi fino all'ultima gara del girone d'andata, quando la squadra si è imposta con un tre a zero sul Barletta, società appaiata con il Foligno al penultimo posto della graduatoria.
Nella Coppa Italia 2010-2011, l'Atletico Roma è stato estromesso dalla Cremonese, che ha vinto il primo turno della competizione ai tempi supplementari, con il risultato di due a uno.
Nella Coppa Italia Lega Pro 2010-2011, invece, l'Atletico Roma ha eliminato Villacidrese e Ternana, ma è stato eliminato alla fase a gironi successi, con il gruppo composto anche da San Marino e Nocerina.

## Divise e sponsor
Lo sponsor tecnico per la stagione 2010-2011 è Umbro. I colori sociali prevedono il blu scuro con inserti bianchi per la divisa casalinga, mentre quella da trasferta è arancione, sempre con inserti bianchi.
| Casa | Trasferta |

## Organigramma societario
Area direttiva
- Presidente: Mario Ciaccia
- Vice Presidente: Romualdo Ciaccia
- Amministratore delegato: Davide Ciaccia
- Direttore Generale: Massimo Corinaldesi

Area organizzativa
- Segretario generale: Alessandro Nunzi
- Team manager: Luigi Coni

Area comunicazione
- Responsabile area comunicazione: Alfredo Maria Cocco

Area tecnica
- Direttore sportivo: Fabio Appetiti
- Allenatore: Giuseppe Incocciati, dal 19 aprile Roberto Chiappara
- Allenatore in seconda: Giuseppino Argentesi
- Preparatore/i atletico/i: Fausto Russo
- Preparatore dei portieri: Paolo Onorati

Area sanitaria
- Medico sociale: Sergio Cameli
- Massaggiatori: Doriano Ruggiero, Giammaria Macrina

## Rosa
| N. |                    | Ruolo | Calciatore         |
| -- | ------------------ | ----- | ------------------ |
|    | Italia (bandiera)  | P     | Stefano Ambrosi    |
|    | Italia (bandiera)  | P     | Umberto Previti    |
|    | Italia (bandiera)  | P     | Christian Paoletti |
|    | Italia (bandiera)  | D     | Marco Angeletti    |
|    | Italia (bandiera)  | D     | Antonio Balzano    |
|    | Italia (bandiera)  | D     | Gabriele Farina    |
|    | Senegal (bandiera) | D     | Diaw Doudou        |
|    | Italia (bandiera)  | D     | Emanuele Padella   |
|    | Cipro (bandiera)   | D     | Giōrgos Pelagias   |
|    | Italia (bandiera)  | D     | Mattia Serafini    |
|    | Italia (bandiera)  | D     | Alessio Tombesi    |
|    | Italia (bandiera)  | D     | Filippo Tajani     |
|    | Italia (bandiera)  | C     | Roberto Chiappara  |
|    | Italia (bandiera)  | C     | Samuele Dragoni    |

| N. |                    | Ruolo | Calciatore           |
| -- | ------------------ | ----- | -------------------- |
|    | Italia (bandiera)  | C     | Alberto Galuppo      |
|    | Italia (bandiera)  | C     | Francesco Mazzarani  |
|    | Italia (bandiera)  | C     | Daniele Proia        |
|    | Italia (bandiera)  | C     | Fabrizio Romondini   |
|    | Italia (bandiera)  | C     | Daniele Franceschini |
|    | Italia (bandiera)  | C     | Roberto Baronio      |
|    | Italia (bandiera)  | C     | Mauro Esposito       |
|    | Italia (bandiera)  | C     | Crocefisso Miglietta |
|    | Italia (bandiera)  | A     | Daniel Ciofani       |
|    | Brasile (bandiera) | A     | Babú                 |
|    | Italia (bandiera)  | A     | Raffaele Franchini   |
|    | Italia (bandiera)  | A     | Fabio Mazzeo         |
|    | Italia (bandiera)  | A     | Massimiliano Caputo  |

### Sessione estiva(dal 01/07 al 31/08)
| Acquisti | Acquisti             | Acquisti     | Acquisti       |
| R.       | Nome                 | da           | Modalità       |
| -------- | -------------------- | ------------ | -------------- |
| P        | Alex Calderoni       | svincolato   |                |
| D        | Francesco Bruno      | Napoli       | prestito       |
| D        | Alberto Galuppo      | Cesena       | prestito       |
| D        | Giōrgos Pelagias     | Kerkyra      | definitivo     |
| D        | Alessio Tombesi      | Parma        | compartecipaz. |
| C        | Roberto Baronio      | svincolato   |                |
| C        | Samuele Dragoni      | Piacenza     | prestito       |
| C        | Daniele Franceschini | svincolato   |                |
| C        | Crocefisso Miglietta | svincolato   |                |
| A        | Emanuele Chiaretti   | Pro Vercelli | definitivo     |
| A        | Daniel Ciofani       | Parma        | prestito       |
| A        | Abdou Doumbia        | Parma        | prestito       |
| A        | Gianluca Lapadula    | Parma        | prestito       |

| Cessioni | Cessioni          | Cessioni       | Cessioni       |
| R.       | Nome              | a              | Modalità       |
| -------- | ----------------- | -------------- | -------------- |
| P        | Paolo Baiocco     | Siracusa       | prestito       |
| D        | Stefano Di Fiordo | Campobasso     | prestito       |
| C        | Giorgio Di Vicino | svincolato     |                |
| D        | Abel Gigli        | Viareggio      | prestito       |
| D        | Ennio Ciro Zero   | Sambenedettese | prestito       |
| A        | Luigi Barbetti    | Fondi          | prestito       |
| A        | Daniel Ciofani    | Parma          | compartecipaz. |

### Sessione invernale(dal 03/01 al 31/01)
| Acquisti | Acquisti        | Acquisti    | Acquisti   |
| R.       | Nome            | da          | Modalità   |
| -------- | --------------- | ----------- | ---------- |
| D        | Mattia Serafini | AlbinoLeffe | definitivo |
| A        | Fabio Mazzeo    | Cosenza     | prestito   |

| Cessioni | Cessioni          | Cessioni | Cessioni |
| R.       | Nome              | a        | Modalità |
| -------- | ----------------- | -------- | -------- |
| P        | Alex Calderoni    | Cesena   | prestito |
| D        | Cristian Luzzi    | Mantova  | prestito |
| C        | Abdou Doumbia     | Ascoli   | prestito |
| A        | Gianluca Lapadula | Ravenna  | prestito |

## Risultati

### Campionato

#### Girone di andata
| Arbitro: | Tidona (Torino) |

|  |           |                |
|  | Marcatori | 83’ D. Ciofani |

| Arbitro: | Coccia (San Benedetto del Tronto) |

|               |           |  |
| Franchini 42’ | Marcatori |  |

| Arbitro: | Ripa (Nocera Inferiore) |

|  |           |                            |
|  | Marcatori | 35’ Balzano 62’ D. Ciofani |

| Arbitro: | Benassi (Bologna) |

|                                         |           |  |
| D. Ciofani 17’ Chiappara 52’ Caputo 92’ | Marcatori |  |

| Arbitro: | Fabbri (Ravenna) |

|  |           |             |
|  | Marcatori | 54’ Balzano |

| Roma 27 ottobre 2010, ore 20:30 CEST 6ª giornata | Atletico Roma   | 0 – 0 referto | Virtus Lanciano | Stadio Flaminio\| Arbitro: \| Ros (Pordenone) \| |
| Arbitro:                                         | Ros (Pordenone) |               |                 |                                                  |

| Arbitro: | Pairetto (Nichelino) |

|  |           |                                |
|  | Marcatori | 72’ M. Esposito 81’ D. Ciofani |

| Arbitro: | Bietolini (Firenze) |

|                              |           |                            |
| Franchini 33’ D. Ciofani 66’ | Marcatori | 25’ Catania 48’, 54’ Negro |

| Arbitro: | Di Bello (Brindisi) |

|             |           |                |
| Marolda 73’ | Marcatori | 35’ D. Ciofani |

| Arbitro: | Irrati (Pistoia) |

|                                         |           |                               |
| Franchini 7’ D. Ciofani 42’ Baronio 80’ | Marcatori | 20’ Regioni 35’, 36’ Agodirin |

| Arbitro: | Gallo (Barcellona Pozzo di Gotto) |

|                                      |           |                         |
| Mbakogu 10’ Mezavilla 61’ Corona 69’ | Marcatori | 29’ Doudou 51’ Esposito |

| Arbitro: | Bergher (Rovigo) |

|  |           |                |
|  | Marcatori | 20’ Ceppitelli |

| Arbitro: | De Faveri (San Donà di Piave) |

|             |           |                           |
| Bigazzi 68’ | Marcatori | 52’ Padella 67’ Franchini |

| Arbitro: | Viti (Campobasso) |

|  |           |                     |
|  | Marcatori | 15’, 71’ D. Ciofani |

| Roma 28 novembre 2010, ore 14:30 CEST 15ª giornata | Atletico Roma     | 0 – 0 referto | Ternana | Stadio Flaminio\| Arbitro: \| Aloisi (Avezzano) \| |
| Arbitro:                                           | Aloisi (Avezzano) |               |         |                                                    |

| Arbitro: | Coccia (San Benedetto del Tronto) |

|                |           |  |
| Biancolino 87’ | Marcatori |  |

| Arbitro: | Santonocito (Abbiategrasso) |

|                                        |           |  |
| Caputo 17’ Padella 40’ M. Esposito 78’ | Marcatori |  |

#### Girone di ritorno
| Arbitro: | Aversano (Treviso) |

|                                |           |             |
| D. Ciofani 53’ M. Esposito 60’ | Marcatori | 48’ Mancosu |

| Arbitro: | Merlino (Udine) |

|  |           |               |
|  | Marcatori | 41’ Franchini |

| Arbitro: | Ceccarelli (Terni) |

|                                           |           |              |
| Pelagias 35’ Franchini 58’ D. Ciofani 65’ | Marcatori | 17’ Mosciaro |

| Arbitro: | Tidona (Torino) |

|                          |           |  |
| Pintori 12’ Clemente 35’ | Marcatori |  |

| Arbitro: | Benassi (Bologna) |

|                 |           |                       |
| M. Esposito 22’ | Marcatori | 24’ Coresi 42’ Fedeli |

### Coppa Italia
| Arbitro: | Bellutti (Trento) |

|                                |           |             |
| Alb. Bianchi 57’ Zanchetta 99’ | Marcatori | 76’ Padella |

### Coppa Italia Lega Pro

#### Primo turno
| Arbitro: | Castrignanò (Brindisi) |

|             |           |                            |
| Bombagi 86’ | Marcatori | 12’ Chiappara 42’ Lapadula |

#### Secondo turno
| Arbitro: | Giorgetti (Cesena) |

|                             |           |                                                                      |
| Concas 43’ Tozzi Borsoi 89’ | Marcatori | 43’ F. Mazzarani 49’, 106’ Doumbia 98’, 112’ Chiaretti 102’ Pelagias |

#### Terzo turno
| Arbitro: | Carbone (Napoli) |

|               |           |                             |
| Chiaretti 94’ | Marcatori | 34’ Vitaioli 49’ Del Grande |

| Arbitro: | De Benedictis (Bari) |

|                                          |           |                             |
| L. Castaldo 9’ Marsili 60’ Cavallaro 84’ | Marcatori | 35’ Miglietta 46’ Chiaretti |

## Statistiche

### Statistiche di squadra
| Competizione             | Punti | In casa | In casa | In casa | In casa | In casa | In casa | In trasferta | In trasferta | In trasferta | In trasferta | In trasferta | In trasferta | Totale | Totale | Totale | Totale | Totale | Totale | DR  |
| Competizione             | Punti | G       | V       | N       | P       | Gf      | Gs      | G            | V            | N            | P            | Gf           | Gs           | G      | V      | N      | P      | Gf     | Gs     | DR  |
| ------------------------ | ----- | ------- | ------- | ------- | ------- | ------- | ------- | ------------ | ------------ | ------------ | ------------ | ------------ | ------------ | ------ | ------ | ------ | ------ | ------ | ------ | --- |
| Lega Pro Prima Divisione | 40    | 11      | 5       | 3       | 3       | 18      | 10      | 11           | 7            | 1            | 3            | 14           | 8            | 22     | 12     | 4      | 6      | 32     | 19     | +13 |
| Coppa Italia             | -     | 0       | 0       | 0       | 0       | 0       | 0       | 1            | 0            | 0            | 1            | 1            | 2            | 1      | 0      | 0      | 1      | 1      | 2      | -1  |
| Coppa Italia Lega Pro    | -     | 1       | 0       | 0       | 1       | 1       | 2       | 3            | 2            | 0            | 1            | 10           | 6            | 4      | 2      | 0      | 2      | 11     | 8      | +3  |
| Totale                   | -     | 12      | 5       | 3       | 4       | 19      | 13      | 15           | 9            | 1            | 5            | 25           | 16           | 27     | 14     | 4      | 9      | 44     | 29     | +15 |

### Statistiche dei giocatori
| Giocatore       | Campionato | Campionato | Campionato  | Campionato | Coppa Italia+Coppa Italia Lega Pro | Coppa Italia+Coppa Italia Lega Pro | Coppa Italia+Coppa Italia Lega Pro | Coppa Italia+Coppa Italia Lega Pro | Totale   | Totale | Totale      | Totale     |
| Giocatore       | Presenze   | Reti       | Ammonizioni | Espulsioni | Presenze                           | Reti                               | Ammonizioni                        | Espulsioni                         | Presenze | Reti   | Ammonizioni | Espulsioni |
| --------------- | ---------- | ---------- | ----------- | ---------- | ---------------------------------- | ---------------------------------- | ---------------------------------- | ---------------------------------- | -------- | ------ | ----------- | ---------- |
| S. Ambrosi      | 17         | 0          | 1           | 0          | 0                                  | 0                                  | 0                                  | 0                                  | 17       | 0      | 1           | 0          |
| M. Angeletti    | 22         | 0          | 3           | 0          | 0                                  | 0                                  | 0                                  | 0                                  | 22       | 0      | 3           | 0          |
| Babú            | 20         | 0          | 1           | 1          | 1+0                                | 0                                  | 0                                  | 0                                  | 21       | 0      | 1           | 1          |
| A. Balzano      | 17         | 2          | 4           | 0          | 0+1                                | 0                                  | 0                                  | 0                                  | 18       | 2      | 4           | 0          |
| R. Baronio      | 9          | 1          | 2           | 1          | 0                                  | 0                                  | 0                                  | 0                                  | 9        | 1      | 2           | 1          |
| C. Barrionuevo  | 6          | 0          | 1           | 0          | 1+0                                | 0                                  | 0                                  | 0                                  | 7        | 0      | 1           | 0          |
| F. Bruno        | 0          | 0          | 0           | 0          | 0+2                                | 0                                  | 0                                  | 0                                  | 2        | 0      | 0           | 0          |
| A. Calderoni    | 5          | 0          | 0           | 0          | 0                                  | 0                                  | 0                                  | 0                                  | 5        | 0      | 0           | 0          |
| M. Caputo       | 18         | 2          | 2           | 0          | 0+1                                | 0                                  | 0                                  | 0                                  | 19       | 2      | 2           | 0          |
| R. Chiappara    | 11         | 1          | 3           | 0          | 1+2                                | 0+1                                | 0                                  | 0                                  | 14       | 2      | 3           | 0          |
| E. Chiaretti    | 4          | 0          | 0           | 0          | 1+4                                | 0+4                                | 0+2                                | 0                                  | 9        | 4      | 2           | 0          |
| D. Ciofani      | 20         | 11         | 0           | 0          | 0                                  | 0                                  | 0                                  | 0                                  | 20       | 11     | 0           | 0          |
| G. De Dominicis | 0          | 0          | 0           | 0          | 0+1                                | 0                                  | 0                                  | 0                                  | 1        | 0      | 0           | 0          |
| S. Dragoni      | 0          | 0          | 0           | 0          | 0+3                                | 0                                  | 0                                  | 0                                  | 3        | 0      | 0           | 0          |
| D. Doudou       | 20         | 1          | 8           | 0          | 1+0                                | 0                                  | 0                                  | 0                                  | 21       | 1      | 8           | 0          |
| A. Doumbia      | 3          | 0          | 0           | 0          | 1+4                                | 0+2                                | 0                                  | 0                                  | 8        | 2      | 0           | 0          |
| M. Esposito     | 14         | 5          | 1           | 0          | 0+2                                | 0                                  | 0                                  | 0                                  | 16       | 5      | 1           | 0          |
| G. Farina       | 0          | 0          | 0           | 0          | 0+3                                | 0                                  | 0                                  | 0                                  | 3        | 0      | 0           | 0          |
| D. Franceschini | 16         | 0          | 2           | 0          | 0                                  | 0                                  | 0                                  | 0                                  | 16       | 0      | 2           | 0          |
| R. Franchini    | 19         | 6          | 3           | 0          | 1+0                                | 0                                  | 1+0                                | 0                                  | 20       | 6      | 4           | 0          |
| A. Galuppo      | 1          | 0          | 0           | 0          | 0+3                                | 0+1                                | 0                                  | 0                                  | 4        | 1      | 0           | 0          |
| G. Lapadula     | 0          | 0          | 0           | 0          | 1+3                                | 0+1                                | 0                                  | 0                                  | 4        | 1      | 0           | 0          |
| F. Mazzarani    | 12         | 0          | 2           | 0          | 1+4                                | 0+1                                | 0+1                                | 0                                  | 17       | 1      | 3           | 0          |
| C. Miglietta    | 20         | 0          | 4           | 0          | 0+2                                | 0+1                                | 0+1                                | 0+1                                | 22       | 1      | 5           | 1          |
| E. Padella      | 19         | 2          | 4           | 0          | 1+1                                | 1+0                                | 0                                  | 0                                  | 21       | 3      | 4           | 0          |
| G. Pelagias     | 7          | 1          | 1           | 0          | 0+4                                | 0+1                                | 0+1                                | 0                                  | 11       | 2      | 2           | 0          |
| U. Previti      | 0          | 0          | 0           | 0          | 1+4                                | 0                                  | 0                                  | 0                                  | 5        | 0      | 0           | 0          |
| D. Proia        | 0          | 0          | 0           | 0          | 0+1                                | 0                                  | 0                                  | 0                                  | 1        | 0      | 0           | 0          |
| F. Romondini    | 18         | 0          | 1           | 0          | 1+0                                | 0                                  | 0                                  | 0                                  | 19       | 0      | 1           | 0          |
| M. Serafini     | 0          | 0          | 0           | 0          | 0                                  | 0                                  | 0                                  | 0                                  | 0        | 0      | 0           | 0          |
| F. Tajani       | 0          | 0          | 0           | 0          | 0+2                                | 0                                  | 0                                  | 0                                  | 2        | 0      | 0           | 0          |
| A. Tombesi      | 7          | 0          | 2           | 0          | 1+3                                | 0                                  | 1+1                                | 0                                  | 11       | 0      | 4           | 0          |
| D. Toukam       | 1          | 0          | 1           | 0          | 0+4                                | 0                                  | 0                                  | 0                                  | 5        | 0      | 1           | 0          |